# Jeremy Ferguson
Jeremy Miles Ferguson uměleckým jménem Jinxx (* 7. ledna 1981 Webster City, Iowa) je americký hudebník, známý jako skladatel, kytarista, houslista, violoncellista, klavírista a zpěvák rockové skupiny Black Veil Brides.
V Black Veil Brides hraje na kytaru a housle. Svou první kytaru dostal, když mu byly pouhé dva roky a první show odehrál se svým otcem, když mu bylo 9. Jeho předchozí kapely zahrnují The Dreaming, Amen, The Drastics či 80 Proof Riot, kde poprvé potkal Jaka. K Black Veil Brides se připojil v roce 2009. 